# Osowo (Złotów)
Pour les articles homonymes, voir Osowo.
Osowo (prononciation : [ɔˈsɔvɔ]) est un village polonais de la gmina de Lipka dans le powiat de Złotów de la voïvodie de Grande-Pologne dans le centre-ouest de la Pologne.
Il se situe à environ 6 kilomètres au sud de Lipka (siège de la gmina), 17 kilomètres au nord-est de Złotów (siège du powiat), et à 119 kilomètres au nord de Poznań (capitale de la Grande-Pologne).
Le village possède une population de 170 habitants.

## Histoire
De 1975 à 1998, le village faisait partie du territoire de la voïvodie de Piła.

Depuis 1999, Osowo est situé dans la voïvodie de Grande-Pologne.